# Roland Garros 2001 (jeu vidéo)
Pour les articles homonymes, voir Roland Garros (homonymie).
Ne doit pas être confondu avec Internationaux de France de tennis 2001.
Roland Garros 2001 (ou Roland Garros French Open 2001) est un jeu vidéo de sport (tennis) développé par Carapace et édité par Cryo Interactive, sorti en 2001 sur Windows et PlayStation. Le jeu est sous licence officielle des Internationaux de France de tennis.

## Accueil
- Jeuxvideo.com : 5/20 (PC)[1] - 5/20 (PS)[2]